# Chiesa di San Giorgio (Zone)
La chiesa di San Giorgio è un edificio di culto di Cislano frazione di Zone, in provincia e diocesi di Brescia, e inserita nella zona pastorale del Sebino
L'edificio, risalente nella parte romanica al primo millennio, conserva affreschi quattrocenteschi sia sulla parete esterna rivolta a sud che sulle pareti interne e pur essendo di autori ignoti sono d'importante interesse artistico.

## Storia
La storia della chiesa è molto antica, risulta essere il primo edificio di culto presente nel territorio di Zone, la sua edificazione risale al XII secolo, su un edificio precedente il primo millennio, e indicata come dipendente dal capitolo della cattedrale di Brescia nel 1410 anche se autonoma come indicherebbe la concessione del fonte battesimale. Ampliata poi nel XV secolo e ultimata nel 1455, come indicato in una lapide commemorativa conservata in facciata. La chiesa mantenne il titolo di parrocchiale di Zone fino al 1567 quando fu elevata dal vescovo Domenico Bollani quella di San Giovanni Battista. 
Furono inoltre create sempre nel Cinquecento, le cappelle poste a fianco del presbiterio come parte terminale delle navate laterali, mentre la zona presbiteriale è stata modificata solo nel secolo successivo.
L'edificio fu ampiamente restaurato nell'Ottocento, mentre le pitture sono state oggetto di importante restauro e lavoro di recupero e mantenimento nel primo decennio del terzo millennio.

## Descrizione

### Esterno
La chiesa, posta in prossimità delle piramidi di Zone, nella frazione di Cislano, e dall'antica chiesa di San Cassiano, è anticipata da un grande prato. Il fronte principale, dal classico orientamento liturgico con la facciata a ovest e abside a est, si presenta dalle linee molto semplici a capanna con il tetto a due spioventi e con il portale a ogiva in granito centrale, completo da lunetta, mentre la parete rivolta a meridione è affrescata con dipinti risalenti al Quattrocento.
Gli affreschi esterni sono divisi in otto riquadri:
- San Giorgio a cavallo che uccide il drago (270x550): è considerato il migliore tra i dipinti, e per caratteri stilistici sarebbe stato attribuito a Giovanni da Marone. Raffigura, inserita in una cornice a motivi fitomorfi, l'immagine del santo titolare in groppa a un bianco cavallo completo di finimenti rossi, con indosso l'armatura nell'atto di colpire il drago con una lunga lancia. I personaggi sono inseriti in un impianto fiabesco. Sulla parte destra vi è raffigurata una principessa avvolta in un ampio mantello dal quale spunta la veste rossa. Alcuni soldati sono posti poco lontano mentre un cavaliere completo di corazza è posto a fianco del santo.[6][7]

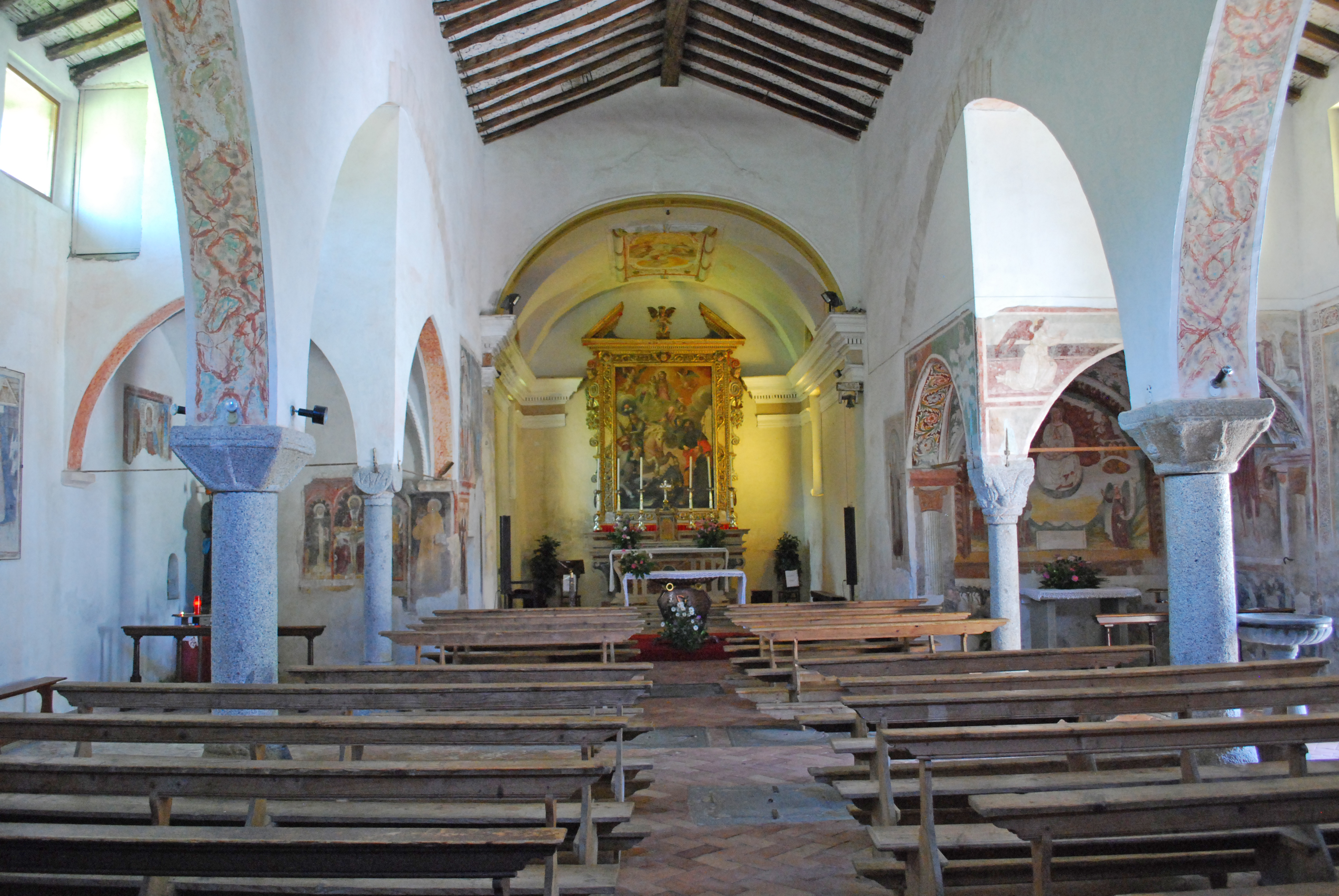
Interno della chiesa di San Giorgio

- San Cristoforo (400x240 cm): dipinto a lato dell'ingresso laterale ed è raffigurato di grandi dimensioni come era d'uso nel medioevo. Una palma atta a sostituire il bastone, segno del martirio è posta nella mano destra del santo che porta sulle spalle Gesù Bambino il quale è avvolto in un cartiglio di cui si è persa la scritta. Nella parte inferiore dell'affresco vi sono raffigurati due personaggi probabilmente i committenti l'opera.[8]
- Madonna in trono col Bambino (200x120): il dipinto, è sicuramente votivo ed è posto sopra l'ingresso laterale. La Madonna incoronata, è raffigurata frontalmente seduta sul trono dipinto prospettivamente con il Bambino posto sulle ginocchia. L'affresco, anche nei particolari del trono polilobato, presenta peculiarità che indicherebbero la particolare cura che l'artista ebbe nel seguire il lavoro.[9]
- Madonna in trono col Bambino; Madonna del Latte; Cristo crocifisso con la Madonna e San Giovanni Evangelista (200x5400 cm): i dipinti sono devozionali e seppur ammalorati dal tempo permettono ancora una buona lettura. Nella parte tra la finestra di sinistra e l'ingresso laterale vi sono dipinte una Madonna del latte a sinistra e a destra una Madonna con il Bambino dormiente. L'affresco prosegue con la Crocifissione dipinta nella consueta forma in uso nel Medioevo con Cristo a capo reclinato e gli occhi chiusi. Accanto vi è la Madonna con lo sguardo fisso sul figlio crocifisso, le mani aperte a mostrare il palmo. San Giovanni Evangelista le sta accanto con le braccia chiuse sul petto.[10]
- Sant'Antonio abate; Madonna col Bambino; Madonna in trono col Bambino (200x140 cm): Il soggetto votivo è diviso in due riquadri di cui il primo raffigura sant'Antonio abate, mentre il secondo la Madonna della Rosa col Bambino. la particolarità è nella rosa bianca che la Vergine tiene nella mano e il Bambino che siede sulle sue ginocchia e che volge a lei lo sguardo.[11]

### Interno
L'interno si sviluppa a impianto basicale su tre navate divise da colonne in pietra che reggono gli archi a tutto sesto, ma con un'unica copertura a due spioventi poggianti sui muri laterali. La copertura conserva alcune tavelle con disegni geometrici e floreali, che confermerebbero l'origine romanica. Le navate laterali terminano con due cappelle, quella a destra dedicata a san Bernardino da Siena e santo Stefano, dove si trova l'affresco Trinità fra i santi Caterina da Siena e Cristoforo in stile gotico. I personaggi sono inseriti nella cornice dipinta in finto legno ad archi sostenuti da colonnine polilobati. Il santo senese è posto su un pilastro ed è stato eseguito da un artista differente. La parte conserva il dipinto Madonna col Bambino che con i santi Francesco, Giorgio che con un offerente con abito bianco, forse un monaco, porgono un omaggio alla Vergine. Queste pitture porterebbero dovrebbero essere state commissionate da famiglie differenti, ognuna che voleva onorare il proprio santo protettore, per questo vi sono dedicazioni e datazioni.

La cappella di destra dedicata alla Madonna della Neve ospita un dipinto del Quattrocento. L'angelo annunciante e la Madonna annunciata sono raffigurati sul fronte della cappella con lo stemma della famiglia Amici. La volta a crociera della cappella ospita il trigramma IHS. Centrale il dipinto Apparizione della Vergine col bambino ad Augusto tra cherubini e angeli e la sibilla Tiburtina con il cartiglio, questo riporta la scritta: “Colui che vedi è più importante di te, adoralo”. Augusto e raffigurato in centro alla scena seguito da papa Sisto IV.